# Ce que veulent les hommes
Pour plus de détails, voir Fiche technique et Distribution.
Ce que veulent les hommes (What Men Want) est une comédie romantique américaine réalisée par Adam Shankman, sortie en 2019. Il s'agit d'un remake féminin de Ce que veulent les femmes de Nancy Meyers, sorti en 2000. 

## Synopsis
Rejetée par ses collègues masculins, Ali Davis est une agente sportive prête à tout pour obtenir une promotion. Mais son manager lui annonce qu'elle ne réussira pas tant qu'elle n'arrivera pas à « se connecter aux hommes ». Déterminée à percer dans un monde professionnel dominé par des machos, elle leur annonce qu'elle va signer un contrat avec la nouvelle star montante du basketball, Jamal Barry. 
Lors de l'enterrement de jeune fille de son amie Mari, celle-ci lui présente une proche voyante. Celle-ci lui faire boire un étrange breuvage censé développer son rapport mental au sexe masculin. Alors qu'elle danse dans une boîte de nuit avec ses copines, elle se cogne la tête et s'évanouit.
Lorsqu'elle se réveille à l'hôpital, elle s'aperçoit qu'elle peut désormais lire dans les pensées des hommes. Elle décide d'utiliser son don afin d'impressionner le père de Jamal, Joe, pour qu'il accepte qu'elle devienne l'agent de son fils, mais aussi de satisfaire les envies sexuelles de son aventure d'un soir, Will. Cependant, son super pouvoir devient également un inconvénient, surtout lorsqu'elle découvre que certains conjoints de ses amies les trompent.

## Fiche technique
- Titre original : What Men Want
- Titre français : Ce que veulent les hommes
- Réalisation : Adam Shankman
- Scénario : Tina Gordon Chism, Alex Gregory et Peter Huyck, d'après Ce que veulent les femmes de Nancy Meyers
- Photographie : Jim Denault
- Montage : Emma E. Hickox
- Musique : Brian Tyler
- Production : James Lopez et Will Packer
- Sociétés de production : Will Packer Productions, Black Entertainment Television et Paramount Pictures
- Société de distribution : Paramount Pictures
- Pays :  États-Unis
- Langue originale : anglais
- Genres : comédie
- Durée : 117 minutes
- Dates de sortie :
  - États-Unis : 8 février 2019
  - France : 1er juin 2019 (DVD)

## Distribution
- Taraji P. Henson (VF : Annie Milon) : Alison "Ali" Davis
- Aldis Hodge (VF : Jean-Baptiste Anoumon) : Will
- Josh Brener (VF : Jérôme Berthoud) : Brandon Wallace
- Erykah Badu (VF : Ariane Deviègue) : Sister
- Richard Roundtree (VF : Thierry Desroses) : Skip Davis
- Tracy Morgan (VF : Serge Faliu) : Joe "Dolla" Barry
- Wendi McLendon-Covey (VF : Laurence Dourlens) : Olivia
- Tamala Jones (VF : Laurence Sacquet) : Mari
- Phoebe Robinson (VF : Céline Ronté) : Ciarra
- Max Greenfield (VF : Jérémy Prévost) : Kevin Myrtle
- Jason Jones (VF : Frédéric Popovic) : Ethan Fowler
- Brian Bosworth (VF : Marc Perez) : Nick Ivers
- Chris Witaske (en) (VF : Laurent Blanpain) : Eddie
- Shane Paul McGhie (VF : Eilias Changuel) : Jamal Barry
- Kellan Lutz (VF : Guillaume Bourboulon) : capitaine Fucktastic
- John Collins : lui-même
- Shaquille O'Neal : lui-même
- Grant Hill : lui-même
- Mark Cuban : lui-même
- Karl-Anthony Towns : lui-même
- Lisa Leslie : elle-même
- Pete Davidson : Danny
- Auston Jon Moore (VF : Dorothée Pousséo) : Ben

 Source et légende : version française (VF) sur RS Doublage